# Dīmītrīs Kyzas
Dīmītrīs Kyzas (in greco: Δημήτρης Κύζας; 6 settembre 1953) è un ex calciatore cipriota, di ruolo difensore.

## Carriera
Ha giocato 9 partite per la nazionale cipriota tra il 1975 e il 1980, segnando una rete.

## Statistiche

### Cronologia presenze e reti in nazionale
| Cronologia completa delle presenze e delle reti in nazionale ― Cipro | Cronologia completa delle presenze e delle reti in nazionale ― Cipro | Cronologia completa delle presenze e delle reti in nazionale ― Cipro | Cronologia completa delle presenze e delle reti in nazionale ― Cipro | Cronologia completa delle presenze e delle reti in nazionale ― Cipro | Cronologia completa delle presenze e delle reti in nazionale ― Cipro | Cronologia completa delle presenze e delle reti in nazionale ― Cipro | Cronologia completa delle presenze e delle reti in nazionale ― Cipro |
| Data                                                                 | Città                                                                | In casa                                                              | Risultato                                                            | Ospiti                                                               | Competizione                                                         | Reti                                                                 | Note                                                                 |
| -------------------------------------------------------------------- | -------------------------------------------------------------------- | -------------------------------------------------------------------- | -------------------------------------------------------------------- | -------------------------------------------------------------------- | -------------------------------------------------------------------- | -------------------------------------------------------------------- | -------------------------------------------------------------------- |
| 1-4-1975                                                             | Nicosia                                                              | Cipro                                                                | 1 – 2                                                                | Grecia                                                               | Amichevole                                                           | -                                                                    | 46’                                                                  |
| 16-4-1975                                                            | Londra                                                               | Inghilterra                                                          | 5 – 0                                                                | Cipro                                                                | Qual. Euro 1976                                                      | -                                                                    |                                                                      |
| 20-4-1975                                                            | Praga                                                                | Cecoslovacchia                                                       | 4 – 0                                                                | Cipro                                                                | Qual. Euro 1976                                                      | -                                                                    |                                                                      |
| 11-5-1975                                                            | Limassol                                                             | Cipro                                                                | 0 – 1                                                                | Inghilterra                                                          | Qual. Euro 1976                                                      | -                                                                    |                                                                      |
| 8-7-1975                                                             | Limassol                                                             | Cipro                                                                | 0 – 2                                                                | Portogallo                                                           | Qual. Euro 1976                                                      | -                                                                    |                                                                      |
| 9-12-1979                                                            | Limassol                                                             | Cipro                                                                | 1 – 3                                                                | Spagna                                                               | Qual. Euro 1980                                                      | -                                                                    |                                                                      |
| 13-12-1979                                                           | Limassol                                                             | Spagna                                                               | 5 – 0                                                                | Cipro                                                                | Qual. Euro 1980                                                      | -                                                                    |                                                                      |
| 16-1-1980                                                            | Nicosia                                                              | Cipro                                                                | 1 – 1                                                                | Grecia                                                               | Amichevole                                                           | 1                                                                    | 81’                                                                  |
| 11-10-1980                                                           | Limassol                                                             | Cipro                                                                | 0 – 7                                                                | Francia                                                              | Qual. Mondiali 1982                                                  | -                                                                    |                                                                      |
| Totale                                                               |                                                                      | Presenze                                                             | 9                                                                    |                                                                      | Reti                                                                 | 1                                                                    |                                                                      |

## Palmarès
- Campionato greco: 1

Panathīnaïkos 1976-1977
- Coppa di Grecia: 1

Panathīnaïkos 1976-1977